# HMS M15
HMS M15 هي سفينة حربية تابعة للبحرية الملكية البريطانية. شاركت في الحرب العالمية الأولى، وتم إغراقها قبالة دير البلح خلال معركة غزة الثالثة بواسطة غواصة يو سي-38 ألمانية الصُنع في 11 نوفمبر 1917.

## التصميم
صُممت السفنية لتكون مسلحة للقصف على الشاطئ. وكانت تضم مدفعًا منفردًا ثقيلًا يُدعى Mk X وبمقاس 9.2 بوصة. كما لديها أيضًا مدفعًا مضادًا للطائرات 12 مدقة وآخر 6 مدقة. جُهزت السفينة بمحركات بخارية ثلاثية بقوة 800 حصان؛ مما سمح لها بالإبحار والتحرك بسرعة قصوى تبلغ 11 عقدة. يتكون طاقم المراقبة من 69 رجلًا.

## الصُنع
طُلب إنشاء سفينة HMS M15 في مارس 1915، حيث كانت جزءًا من مدمرات برنامج طوارئ الحرب. وُضعت في حوض بناء السفن ويليام جراي في هارتلبول في مارس 1915، وتم إطلاقها في 28 أبريل 1915، وتم الانتهاء منها في يونيو 1915.

## الاستخدام
سُحبت السفينة إلى مالطا في يوليو 1915، حيث حصلت على تسليحها الرئيسي. ولاحقًا انتقلت إلى مودروس في جزيرة ليمنوس في اليونان، وشاركت لاحقًا في الدفاع عن قناة السويس.
بعد قصف غزة ضمن معركة غزة الثالثة. دمرت غواصة يو سي-38 في 11 نوفمبر 1917 السفينة HMS M15 وHMS Staunch. نتج عن تدمير HMS M15 مقتل 26 رجلًا من طاقمها.

## الكشف عنها
- في 13 سبتمبر 2020، ورد في حلقة برنامج ما خفي أعظم «الصفقة والسلاح» الذي تبثه قناة الجزيرة، مشاهد لاستخراج كتائب الشهيد عز الدين القسام قذائف من السفينة وإعادة استخدامها في التصنيع العسكري في غزة.[1][2]